# Nationaal park Riisitunturi
Nationaal park Riisitunturi (Fins: Riisitunturin kansallispuisto/ Zweeds: Riisitunturi nationalpark) is een nationaal park in Lapland in Finland. Het park werd opgericht in 1982 en is 77 vierkante kilometer groot. Het landschap bestaat uit bos, moeras en lage bergen.